# Jamie, a focicsoda
A Jamie, a focicsoda (eredeti cím: Jamie Johnson) 2016-tól vetített brit drámasorozat, amelyet Dan Freedman alkotott.
A producere Sam Talbot. A főszerepekben Louis Dunn, Emma Stansfield, Tim Dantay, Patrick Ward és Jonnie Kimmins láthatók. A sorozat gyártója a Short Form Film Company, forgalmazója az BBC.
Az Egyesült Királyságban 2016. június 8-án a CBBC, míg Magyarországon az M2 mutatta be 2021. június 12-én.

## Cselekmény
A 11 éves Jamie Reacher tehetséges futballista. Az édesapja elhagyta, így édesanyjával és nagypapájával él.

## Szereplők

### Főszereplők
| Szereplő                   | Színész                | Magyar hang       | Évadok     | Évadok         | Évadok     | Évadok         | Évadok         |
| Szereplő                   | Színész                | Magyar hang       | 1          | 2              | 3          | 4              | 5              |
| -------------------------- | ---------------------- | ----------------- | ---------- | -------------- | ---------- | -------------- | -------------- |
| Jamie Johnson              | Louis Dunn             | Maszlag Bálint    | Főszereplő | Főszereplő     | Főszereplő | Főszereplő     | Főszereplő     |
| Karen Johnson              | Emma Stansfield        | Mezei Kitty       | Főszereplő | Főszereplő     | Főszereplő | Főszereplő     | Főszereplő     |
| Mike Johnson               | Tim Dantay             | Dézsy Szabó Gábor | Főszereplő | Főszereplő     | Főszereplő | Főszereplő     | Főszereplő     |
| Dillon Simmonds            | Patrick Ward           | Sörös Miklós      | Főszereplő | Főszereplő     | Főszereplő | Főszereplő     | Főszereplő     |
| Hugo „Boggy” Bogson        | Jonnie Kimmins         | Kelemen Noel      | Főszereplő | Főszereplő     | Főszereplő | Főszereplő     | Főszereplő     |
| Jack Marshall              | Olivia Lava            | Engel Iván Lili   | Főszereplő |                |            |                |                |
| Jack Marshall              | Lenna Gunning Williams | Gyarmati Laura    |            | Főszereplő     | Főszereplő | Mellékszereplő | Mellékszereplő |
| Mr Hillary Hansard         | Brian Bovell           | Holl Nándor       | Főszereplő | Főszereplő     | Főszereplő |                |                |
| Harry Hansard              | Theo Chapman           |                   | Főszereplő | Főszereplő     |            |                |                |
| Indira Cave                | Millie Gibson          |                   |            | Főszereplő     | Főszereplő |                |                |
| Ms Savage                  | Lucy Speed             | Kovács Nóra       |            | Főszereplő     | Főszereplő |                |                |
| Jethro Stevenson           | Miles Wallace          |                   |            | Mellékszereplő | Főszereplő |                | Mellékszereplő |
| Nancy                      | Ellie Daley            |                   |            | Mellékszereplő | Főszereplő | Visszatérő     |                |
| Walter „Wozza” Worthington | Jermaine Johnson       |                   |            |                | Főszereplő | Mellékszereplő |                |
| Zoe Moore                  | Maddie Murchison       |                   |            |                | Főszereplő | Főszereplő     | Főszereplő     |
| Duncan Jones               | Glen Wallace           |                   |            |                |            | Főszereplő     | Főszereplő     |
| Eric Atlee                 | Morgan Hudson          |                   |            |                |            | Főszereplő     | Főszereplő     |
| Freddie Sayo               | Keaton Edmund          |                   |            |                |            | Főszereplő     | Főszereplő     |
| Alba Osborne               | Elena Cole             |                   |            |                |            | Főszereplő     | Főszereplő     |
| Ruby Osborne               | Zoe Hall               |                   |            |                |            | Főszereplő     | Főszereplő     |
| Molly Sinkamba             | Thanyia Moore          |                   |            |                |            | Főszereplő     |                |
| Sienna Jones               | Ellie Botterill        |                   |            |                |            | Főszereplő     |                |
| Liam Simmonds              | Haydn Craven           |                   |            |                |            | Mellékszereplő | Főszereplő     |
| Kat Clayton                | Amaya Navarro          |                   |            |                |            |                | Főszereplő     |
| Aisha                      | Leona Sinama Pongolle  |                   |            |                |            |                | Főszereplő     |

### Mellékszereplők
| Szereplő     | Színész           | Magyar hang | Évadok     | Évadok         | Évadok         | Évadok         | Évadok         | Évadok         |
| Szereplő     | Színész           | Magyar hang | 1          | 2              | 3              | 4              | 5              | 5              |
| ------------ | ----------------- | ----------- | ---------- | -------------- | -------------- | -------------- | -------------- | -------------- |
| Ian Reacher  | Santiago Mosquera |             | Visszatérő |                |                |                |                |                |
| Ian Reacher  | William Fox       |             |            | Mellékszereplő | Mellékszereplő | Mellékszereplő | Mellékszereplő | Mellékszereplő |
| Howard Royle | Rhys ap William   |             |            |                |                | Visszatérő     | Mellékszereplő | Mellékszereplő |
| Archie Royle | Noa Thomas        |             |            |                |                |                | Mellékszereplő | Mellékszereplő |
| Elliot       | Laquarn Lewis     |             |            |                |                |                | Mellékszereplő | Mellékszereplő |

## Évados áttekintés
| Évad | Évad | Epizód | Angol sugárzás    | Angol sugárzás     | Magyar sugárzás  | Magyar sugárzás     |
| Évad | Évad | Epizód | Évadpremier       | Évadfinálé         | Évadpremier      | Évadfinálé          |
| ---- | ---- | ------ | ----------------- | ------------------ | ---------------- | ------------------- |
|      | 1    | 3      | 2016. június 8.   | 2016. június 8.    | 2021. június 12. | 2021. június 19.    |
|      | 2    | 10     | 2017. április 5.  | 2017. június 7.    | 2021. június 20. | 2021. július 24.    |
|      | 3    | 10     | 2018. április 5.  | 2018. június 7.    | 2021. július 25. | 2021. augusztus 28. |
|      | 4    | 14     | 2019. április 11. | 2019. június 29.   | N/A              | N/A                 |
|      | 5    | 14     | 2020. május 7.    | 2020. október 5.   | N/A              | N/A                 |
|      | 6    | 13     | 2021. október 25. | 2021. december 6.  |                  |                     |
|      | 7    | 13     | 2022. október 12. | 2022. november 17. |                  |                     |

### 1. évad (2016)
| #  | #  | Eredeti cím | Magyar cím   | Rendező    | Író          | Eredeti premier | Magyar premier   |
| -- | -- | ----------- | ------------ | ---------- | ------------ | --------------- | ---------------- |
| 1. | 1. | Debut       | Bemutatkozás | Joe Talbot | Shaun Duggan | 2016. június 8. | 2021. június 12. |
| 2. | 2. | Own Goal    | Öngól        | Joe Talbot | Shaun Duggan | 2016. június 8. | 2021. június 13. |
| 3. | 3. | Decider     | A gól        | Joe Talbot | Shaun Duggan | 2016. június 8. | 2021. június 19. |

### 2. évad (2017)
| #   | #   | Eredeti cím              | Magyar cím                 | Rendező    | Író          | Eredeti premier   | Magyar premier   |
| --- | --- | ------------------------ | -------------------------- | ---------- | ------------ | ----------------- | ---------------- |
| 4.  | 1.  | Hero to Zero             | Egyszer fent, egyszer lent | Joe Talbot | Shaun Duggan | 2017. április 5.  | 2021. június 20. |
| 5.  | 2.  | Anger Management         | Indulatkezelés             | Joe Talbot | Shaun Duggan | 2017. április 12. | 2021. június 26. |
| 6.  | 3.  | The Scout                | A megfigyelő               | Joe Talbot | Shaun Duggan | 2017. április 19. | 2021. június 27. |
| 7.  | 4.  | Trial and Error          | Próba-szerencse            | Joe Talbot | Shaun Duggan | 2017. április 26. | 2021. július 3.  |
| 8.  | 5.  | The No-Boggy             | Béna-Boggie                | Joe Talbot | Shaun Duggan | 2017. május 3.    | 2021. július 4.  |
| 9.  | 6.  | Watch Me Fly             | Lássatok csodát!           | Joe Talbot | Shaun Duggan | 2017. május 10.   | 2021. július 10. |
| 10. | 7.  | Dad Trouble              | Apai gondok                | Joe Talbot | Shaun Duggan | 2017. május 17.   | 2021. július 11. |
| 11. | 8.  | They Think It's All Over | Úgy tűnik, mindennek vége  | Joe Talbot | Shaun Duggan | 2017. május 24.   | 2021. július 17. |
| 12. | 9.  | Second Chances           | Második esély              | Joe Talbot | Shaun Duggan | 2017. május 31.   | 2021. július 18. |
| 13. | 10. | End Game                 | Kupadöntő                  | Joe Talbot | Shaun Duggan | 2017. június 7.   | 2021. július 24. |

### 3. évad (2018)
| #   | #   | Eredeti cím       | Magyar cím      | Rendező    | Író          | Eredeti premier   | Magyar premier      |
| --- | --- | ----------------- | --------------- | ---------- | ------------ | ----------------- | ------------------- |
| 14. | 1.  | Dream Academy     | Álom Akadémia   | Sam Talbot | Shaun Duggan | 2018. április 5.  | 2021. július 25.    |
| 15. | 2.  | Get Up 8          | Kelj fel!       | Sam Talbot | Shaun Duggan | 2018. április 12. | 2021. július 31.    |
| 16. | 3.  | The Scorpion      | A skorpióvédés  | Sam Talbot | Shaun Duggan | 2018. április 19. | 2021. augusztus 1.  |
| 17. | 4.  | Heart Breaker     | Szívtipró       | Sam Talbot | Shaun Duggan | 2018. április 26. | 2021. augusztus 7.  |
| 18. | 5.  | Stiff Competition | Kemény verseny  | Sam Talbot | Shaun Duggan | 2018. május 3.    | 2021. augusztus 8.  |
| 19. | 6.  | The Wrong Path    | Tévút           | Sam Talbot | Shaun Duggan | 2018. május 10.   | 2021. augusztus 14. |
| 20. | 7.  | Going Bad         | Rosszra fordul  | Sam Talbot | Shaun Duggan | 2018. május 17.   | 2021. augusztus 15. |
| 21. | 8.  | Out of the Game   | Játékon kívül   |            | Shaun Duggan | 2018. május 24.   | 2021. augusztus 21. |
| 22. | 9.  | Judgement Day     | Az ítélet napja |            | Shaun Duggan | 2018. május 31.   | 2021. augusztus 22. |
| 23. | 10. | End of the Line   | A végső döntés  |            | Shaun Duggan | 2018. június 7.   | 2021. augusztus 28. |

### 4. évad (2019)
| #   | #   | Eredeti cím         | Magyar cím | Rendező | Író | Eredeti premier   | Magyar premier |
| --- | --- | ------------------- | ---------- | ------- | --- | ----------------- | -------------- |
| 24. | 1.  | Field of Dreams     |            |         |     | 2019. április 11. |                |
| 25. | 2.  | Hidden Talents      |            |         |     | 2019. április 18. |                |
| 26. | 3.  | Catch               |            |         |     | 2019. április 25. |                |
| 27. | 4.  | Some You Win        |            |         |     | 2019. május 2.    |                |
| 28. | 5.  | Son and Heir        |            |         |     | 2019. május 7.    |                |
| 29. | 6.  | A Friend in Need    |            |         |     | 2019. május 16.   |                |
| 30. | 7.  | The Anniversary     |            |         |     | 2019. május 23.   |                |
| 31. | 8.  | Matchmaking         |            |         |     | 2019. május 30.   |                |
| 32. | 9.  | Pressure Point      |            |         |     | 2019. június 6.   |                |
| 33. | 10. | The Lost Boys       |            |         |     | 2019. június 13.  |                |
| 34. | 11. | Phoenix Reunited    |            |         |     | 2019. június 20.  |                |
| 35. | 12. | Game of Two Halves  |            |         |     | 2019. június 27.  |                |
| 36. | 13. | Fair Play           |            |         |     | 2019. június 27.  |                |
| 37. | 14. | The Real Gothia Cup |            |         |     | 2019. június 29.  |                |

### 5. évad (2020)
| #   | #   | Eredeti cím                          | Magyar cím | Rendező     | Író           | Eredeti premier  | Magyar premier |
| --- | --- | ------------------------------------ | ---------- | ----------- | ------------- | ---------------- | -------------- |
| 38. | 1.  | Game Changer                         |            | Joe Talbot  | Shaun Duggan  | 2020. május 7.   |                |
| 39. | 2.  | Never Give Up                        |            | Joe Talbot  | Jaden Clark   | 2020. május 14.  |                |
| 40. | 3.  | New Signing                          |            |             |               | 2020. május 21.  |                |
| 41. | 4.  | Visiting Hours                       |            | Sam Talbot  | Shaun Duggan  | 2020. május 28.  |                |
| 42. | 5.  | Star Player                          |            | Joe Talbot  | Jaden Clark   | 2020. június 4.  |                |
| 43. | 6.  | Why Always Me?                       |            | Julian Kemp | Mark Illis    | 2020. június 11. |                |
| 44. | 7.  | Cup Final Shock                      |            |             |               | 2020. június 18. |                |
| 45. | 8.  | Outside the Box                      |            |             |               | 2020. június 25. |                |
| 46. | 9.  | Pixel Player                         |            | Julian Kemp | Joe Williams  | 2020. július 2.  |                |
| 47. | 10. | Equaliser                            |            | Julian Kemp | Diane Whitley | 2020. július 9.  |                |
| 48. | 11. | Results Day                          |            | Julian Kemp | Alison Hume   | 2020. július 16. |                |
| 49. | 12. | Control Halt and Delete              |            | Julian Kemp | Joe Williams  | 2020. július 23. |                |
| 50. | 13. | Back To Reality                      |            | Julian Kemp | Shaun Duggan  | 2020. július 31. |                |
| 51. | 14. | Jamie Johnson: Into E-Sports Special |            |             |               | 2020. október 5. |                |

## Gyártás
A sorozatot a CBBC 2016 óta sugározza. A szereplőket a helyi színésziskolákból toborozták. A sorozat számos epizódjában jelenlegi és volt focista kameózik. A 4. évadtól a forgatás Walesben zajlik.
A negyedik évadban a csapat a Gothia Kupában versenyzett. A mérkőzések többnyire valós versenyek voltak.